# Parcul Kailăka
Parcul Kailăka este situat la sud de centrul orașului Plevna. A fost declarat un sit protejat la inițiativa generalului Ivan Vinarov. Este bogat în multe specii de animale și plante protejate.

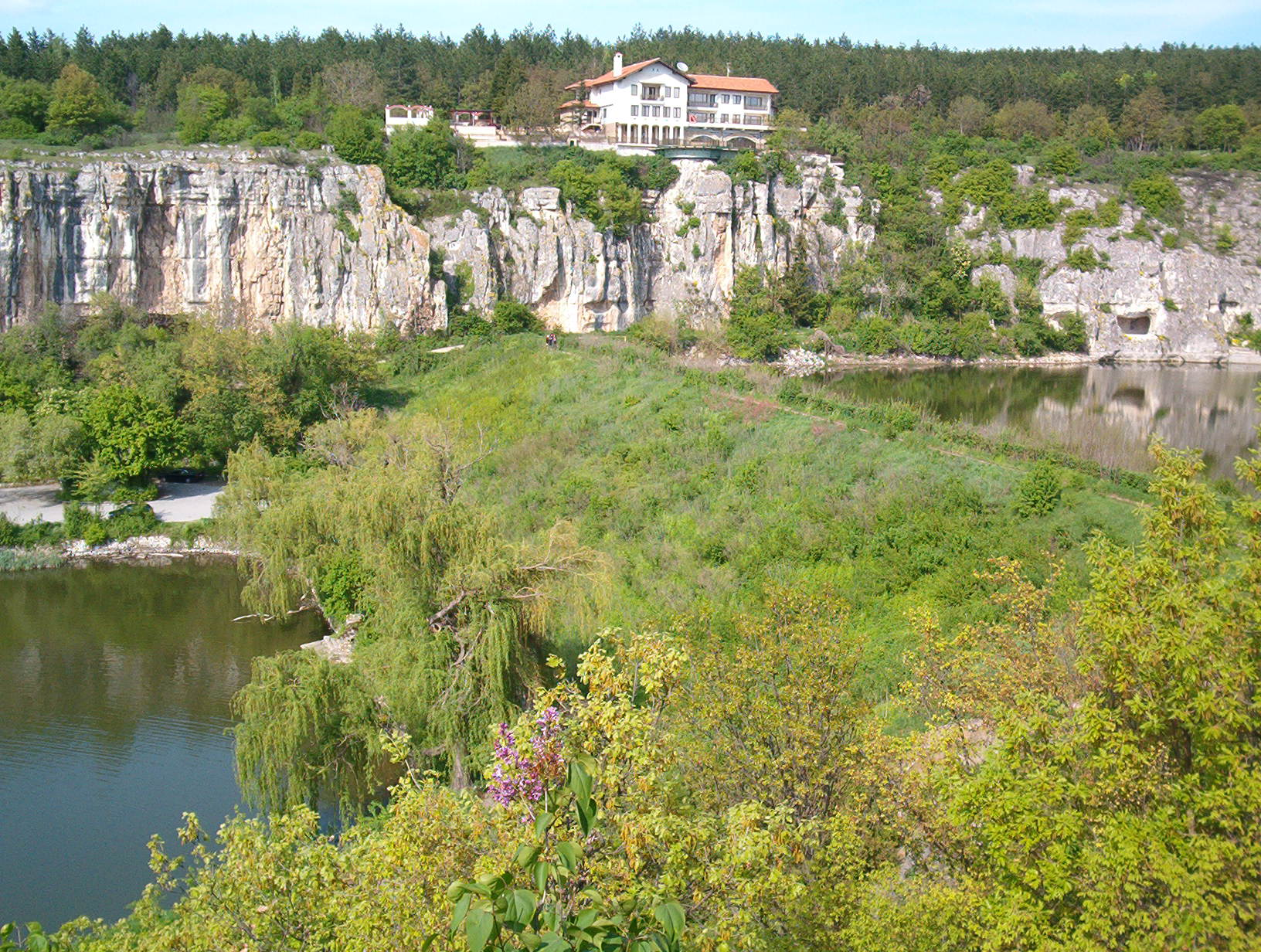
Vedere din parc

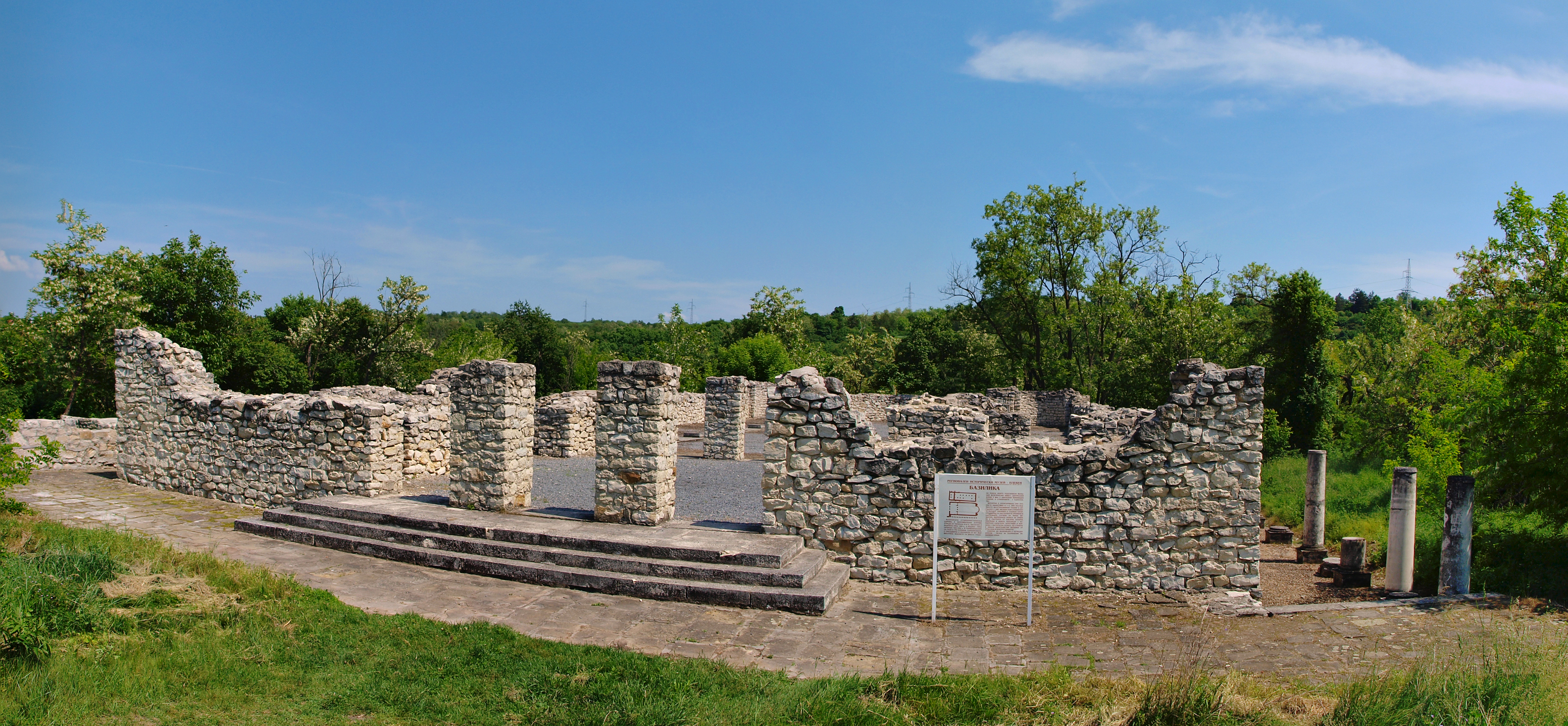
Ruinele cetății Storgozia

Are o suprafață de aproximativ 10 hectare în valea carstică a râului Tucienița. Canionul natural al râului găzduiește o floră și o faună bogate, în care se întâlnesc plante unice în Bulgaria și în Peninsula Balcanică, și multe păsări și mamifere sunt incluse în Cartea Roșie a Bulgariei. Au existat animale preistorice și creaturi cu milioane de ani în urmă, iar în cele mai multe mase de roci calcaroase există încă fosile ale unor organisme acvatice antice. Cu ochiul liber, se observă declinul oceanului mondial de-a lungul mileniilor, cum ar fi scaunele formate pe pietre și numeroasele peșteri.
Parcul oferă un design unic, care combină în sine oportunități pentru plimbări, odihnă și divertisment. Pietrele verticale, de peste 40 - 50 de metri înălțime, sunt excelente pentru practicarea alpinismului. Există lacuri și baraje artificiale, bărci și roți de apă, piscine, hoteluri, baruri, cafenele, restaurante, discoteci, terenuri de joacă, terenuri de tenis, grădină zoologică și un restaurant unic construit în întregime într-o peșteră. Parcul găzduiește și Teatrul de Vară din Plevna, precum și singurul de acest gen din Bulgaria, Muzeul Vinului.   
La începutul parcului se află ruinele cetății antice Storgozia. Există 3 baraje mici, precum și lacuri artificiale.